# Kenneth Kvist
Kenneth Sven-Åke Kvist, född 24 januari 1944 i Lidköping, är en svensk politiker (vänsterpartist), som mellan 1994 och 2002 var riksdagsledamot för Stockholms läns valkrets. Under sin tid i riksdagen var Kvist bland annat ledamot i konstitutionsutskottet. Han var 1985–1993 partisekreterare för Vänsterpartiet.
Kvist var 1993–2007 ordförande för Hammarby Bandy. Han har också varit verksam som musiker och medverkade på två låtar tillsammans med Pierre Ström på samlingsalbumet Samlade krafter (1978).